# ميربرومين
الميكروكروم أو المركيروكروم هو الاسم التجاري لميربرومين وهو مركب ملح ثنائي الصوديوم العضوي يستخدم كمطهر موضعي للجروح والخدوش الطفيفة. متوفر على نطاق واسع في معظم البلدان، ونظرًا لمستوى الزئبق فيه لم يعد يُباع في سويسرا أو البرازيل أو فرنسا أو إيران أو ألمانيا أو الولايات المتحدة.

## المعنى
مختصر لكلمتي مركير وكروم

## الوظيفة
هو مطهر للجروح يستخدم لعلاج كافة أنواع الجروح الخفيفة والبسيطة والخدوش والحروق وهو معروف بلونه الأحمر إلى درجة انه يسمى في بلدان المغرب العربي بـ«الدوا لحمر».
```
صنفت إدارة الغذاء والدواء الأمريكية في عام 
1998
 ميربرومين بأنه «غير معترف به بشكل عام على أنه آمن» إلى جانب العديد من المركبات النشطة الأخرى، وذلك على أساس عدم الاهتمام من جانب شركات الأدوية في تمويل الدراسات الجديدة أو المعلومات الداعمة المحدثة، بسبب التكاليف المرتفعة للدراسات المذكورة بالمقارنة مع المبيعات، وليس بسبب كونها سامة.
[
5
]
```

يتم تصنيع Merbromin من خلال الجمع بين dibromofluorescein مع أسيتات الزئبق وهيدروكسيد الصوديوم.

## الأصل
و في الاصل هو العلامة التجارية لمنتج صيدلي ينتمي إلى المختبرات الفرنسية جوفا للصحة Juva Santé .
تم اكتشاف صفاته المطهرة من قبل Hugh H. Young في عام 1918، بينما كان يعمل في مستشفى Johns Hopkins كطبيب.وسرعان ما أصبحت المادة الكيميائية شائعة بين الآباء والأطباء لاستخدامات مطهرة يومية، وكانت تستخدم عادة للإصابات الطفيفة في فناء المدرسة
.
ان هذه العلامة التجارية استفادت من تصنيع مطهر قديم يحمل نفس التسمية الكيميائية وهو Mercurochrome أو (Merbromin) بالإضافة إلى منتوجات أخرى لها علاقة بالتطهير والوقاية مثل الضمادات والشاش والمطهرات والواقيات الجنسية (Intimy) وغيرها من الملحقات.
لم يعد تسويق مادة merbromine مسموح في الولايات المتحدة وفرنسا منذ عام 2006 بسبب احتواءه على الزئبق.

## لمحة تاريخية
- في 1917: إصدار الزجاجة الحمراء.
- في 1993: ظهور أول الضمادات المطهرة إلى المحلات التجارية المتوسطة.
- في 1997: وصول العلامة التجارية إلى محلات السوبر ماركت الكبرى.
- في 2004: إطلاق منتجات أخرى في محلات السوبر ماركت
- في 2005: إطلاق أول المنتجات في تجارة التجزئة
- في 2005 إطلاق أول مساعدة في رعاية الأطفال
- في 2006: إطلاق منتجات طب الأقدام
- في 2008: إطلاق منتجات لمشاكل الفم.
- في 2009: إطلاق الدواء الذاتي لعلاج الأنف والحنجرة.
- في 2010: إطلاق الشريط السهل القص.

## مناطق الانتشار
- أوروبا: فرنسا، بلجيكا، إسبانيا، البرتغال، اليونان
- أفريقيا: تونس، مصر، الجزائر، المغرب
- الشرق الأوسط: لبنان، دول الخليج العربي